# جائزة ماليزيا الكبرى 2017
جائزة ماليزيا الكبرى 2017 هو سباق فورمولا 1 أقيم في حلبة سيبانغ الدولية، سلاغور. كان الخامس عشر من أصل 20 في بطولة العالم لسباقات الفورمولا واحد موسم 2017. حلّ الهولندي ماكس فيرستابين أولا بينما جاء البريطاني لويس هاملتون في المركز الثاني وحصل على المركز الثالث الأسترالي دانيل ريكاردو. بلغ الحضور 110,604.

## الترتيب النهائي
|         | الترتيب | السائق        | النقاط |
| ------- | ------- | ------------- | ------ |
|         | 1       | لويس هاملتون  | 281    |
|         | 2       | سباستيان فيتل | 247    |
|         | 3       | فالتيري بوتاس | 222    |
|         | 4       | دانيل ريكاردو | 177    |
|         | 5       | كيمي رايكونن  | 138    |
| المصدر: |         |               |        |